# Pierre Torreilles
Pour la commune, voir Torreilles.
Pierre Torreilles né à Aimargues le 21 mai 1921 et mort à Montpellier le 22 février 2005, est un écrivain, libraire et poète français.
Il est le fondateur, en 1946, de la librairie Sauramps à Montpellier.

## Biographie

### Enfance
Pierre Charles Torreilles naît à Aimargues, et passe son enfance en Petite Camargue à Vauvert, puis dans le pays némausais ; il fait également de fréquents séjours au Grau-du-Roi et chez sa tante, à Arles.
En 1936, alors qu'il a quinze ans, sa mère meurt dans ses bras après une chute.
En 1940, il fait son service aux chantiers de jeunesse à Saint-Pons-de-Thomières ; il devient moniteur d'éducation physique.

### Études et engagement dans la Résistance
Après, de 1941 à 1943, des études de lettres et de théologie à la faculté d'Aix-en-Provence, Pierre Torreilles s'engage, en 1944, dans la Résistance dans les maquis du Vercors et de la Haute-Loire.

### Après la guerre: une vie consacrée aux livres
À la Libération, en 1945, il devient pasteur à Saint-Jean-du-Gard. L'année suivante, il épouse Simone Sauramps. Il s'installe à Montpellier, où il fonde la librairie Sauramps, en tant que gendre d'Henri Sauramps. Il publie de nombreux ouvrages, souvent des livres d'artistes avec ses amis peintres, Yves Picquet ou Jacques Clauzel.
Pierre Torreilles, internationalement connu pour son amour et sa défense du livre, a de toujours doublé sa vie publique d’une recherche poétique passionnée et exigeante.
De 1953, date de son premier recueil, Solve et coagula, paru aux éditions GLM, à Ressac, son dernier recueil publié aux éditions Fata Morgana avec le concours du peintre Enan en février 2006, ses œuvres se sont succédé sans discontinuer, couronnées de nombreux prix.
Enracinée dans le paysage camarguais de son enfance, nourrie par la lumière méditerranéenne qui baigne aussi bien sur la Grèce antique que la Haute-Provence et qui a été évoquée par Hölderlin comme par les néo-platoniciens, la poésie de Pierre Torreilles laisse surgir un monde familier et précis que le langage transmute. En effet seule cette transmutation obtenue par ascèse, regard et écoute mêlés, permet, l’espace d’un instant, le surgissement de l’être même des choses.
Poésie de grand large qui ne craint pas le recours aux mots rares, la mise en question de la syntaxe et exige un travail de l’œil pour mieux saisir la progression du sens entre le blanc des espacements et les îlots noirs des mots, l'écriture de Pierre Torreilles cherche moins à dire le monde qu’à retrouver le lieu inaugural de tout dire où la parole devient prophétique et se saisit à la racine d’un silence primordial, « margelle » du langage, entre louange et interrogation angoissée.

### Mort et postérité
Il meurt le 22 février 2005 à Montpellier et est inhumé au cimetière protestant de Nîmes.
Il a deux fils, Valodia et Dominique, nés respectivement en 1947 et 1949. Le premier est l'époux de la critique universitaire Claire Torreilles. Le dernier dirige depuis 1977 à Montpellier la librairie et maison d'édition spécialisée en ouvrages médicaux, Sauramps Médical.

## Œuvres

### Recueils de poèmes
- Noces d'Ea et Nin-Ki. Montpellier : impr. de H. Sauramps, 1950, 57 p.
- Solve et coagula. Paris : impr. de G. Lévis Mano, 1953, 53 p. Éd. originale 20 ex. sur vélin du Marais
- L'Arrière pays clos. Paris : G.L.M, 1961.
- Corps dispersé d'Orphée.... Neuchâtel : la Baconnière, 1963, 98 p. (La Mandragore qui chante ; 7)
- Répons, une Amphore, et soudain l'oiseau n'irrigue plus l'espace. Paris : G.L.M., 1963, 33 p.
- Mesure de la terre. Paris : G.L.M., 1966, 49 p.
- Voir : poèmes. Paris : Éditions du Seuil, 1968, 96 p.
- Le Désert croît : poèmes. Paris : Éditions du Seuil, 1971, 159 p.
- Errantes graminées / lithographie en couleurs de Joan Miró. Paris : G.L.M., 1971, 45 p.
- Denudare : ode. Paris : Gallimard, 1973, 170 p. Rééd. Gallimard, 1993, 169 p. (Collection Poésie ; 271)
- Espace déluté / sept pointes-sèches de Pierre Tal-Coat. Montpellier : Fata morgana, 1974. Tirage à 80 exempl. sur vélin d'Arches, et 20 exempl. marqués HC
- Cyprès d'orage. Issirac : "Solaire", 1975, 10 p. Extrait de "Solaire", 10-11.
- L'Ineffaçable / gravure de Yves Jeener. Paris : Éditions "Commune mesure", 1975, [9] p. (Collection Petites choses). Tiré à 100 ex.
- Menace innominée. Paris : Grasset, 1976, 155 p.
- Pratique de la poésie / Montpellier : Fata Morgana, 1977, 46 p.
- Espace déluté. Gravures de Tal Coat. Montpelliers : Fata Morgana, 1977.
- Toutes les aubes conjuguées / eaux-fortes de Olivier Debré. Losne : T. Bouchard, 1978, 21 p. Tiré à 80 ex.
- Les Dieux rompus. Paris : Gallimard, 1979, 86-[7] p.
- Laconiques. Saint-Clément-de-Rivière : Fata Morgana, 1979, 33 p.
- La Voix désabritée. Paris : Gallimard, 1981, 58 p.
- Territoire du prédateur : poème en 5 chants. Paris : Gallimard, 1984, 112 p.
- Margelles du silence : poème. Paris : Gallimard, 1986, 139 p.
- Parages du séjour : poème. Paris : Grasset, 1989, 79 p.
- Venant à stance : poèmes. Paris : Gallimard, 1990, 103 p
- Où se dressait le cyprès blanc : poèmes. Paris : Gallimard, 1992, 95 p.
- 7 aphorismes. Gallargues : éd. À travers, 1994.
- Ici et maintenant. ill. Jacques Clauzel. Gallargues, À travers, 1994.
- Orages de silence. ill. Jacques Clauzel. Gallargues, À travers, 1994.
- L'écrin d'ombre. ill. Jacques Clauzel. Gallargues, À travers, 1994.
- Ourlé de silence. ill. Jacques Clauzel. Gallargues, À travers, 1995.
- Au portail rouillé, suivi de Salines. ill. Jacques Clauzel. Gallargues, À travers, 1996.
- L'aigle de mer. ill. Jacques Clauzel. Gallargues, À travers, 1998.
- L'Envol de la chouette / gravures de Thierry Le Saëc. Languidic : Éd. de l'Atelier, 1997, 58 p.
- Ce qui heurte à nos mots / ill. de Thierry Le Saëc. Saint-Clément : Fata Morgana, 1998, 41 p.
- La Semence de l'eau ; suivi de Ce peu de bleu entre nos doigts. Mortemart : Rougerie, 1998, 62 p.
- Quelque chose qui vient de loin. Mortemart : Rougerie, 2000, 51 p.
- Où se vient amarrer le bleu / dessins de Jacques Clauzel. Cannes : Tipaza, 2000, 67 p. (Néographies ; 5)
- Paroles arlatines. ill. Jacques Clauzel. Gallargues, À travers, 2000.
- Dans le calme de l'œil / Yves Picquet, estampes. Plouedern : Éd. Double cloche, 2000, 25 p.
- Échardes de lumières / gravures de Louis Cordesse. Saint-Clément-de-Rivière : Fata Morgana, 2001, 31 p.
- Paysage sans tain. ill. Jacques Clauzel. Gallargues, À travers, 2001.
- Sablier de silence. ill. Jacques Clauzel. Gallargues, À travers, 2001.
- Chants de la lumière et de l'énigme. Ill.Jacques Clauzel. Saint-Clément de-Rivière : Fata Morgana, 2003, 36 p.
- Résonance", précédé de Dédale. Mortemart : Rougerie,2004, 59 p.
- Ressac. Peintures d'Enan Burgos. Montpellier : Fata Morgana, 2006.
- Pratique de la poésie, réédition, suivi d'une conférence de l'auteur. Présentation de Salah Stétié. Gravure de Daniel Schmerck. Bruxelles : La Maison d'à côté.
- Quelque chose qui vient de loin, rééd. maître d'œuvre Thierry Le Saec avec œuvres originales de P. Tal Coat (pointes sèches), Olivier Debré (dessin lithographique), Louis Cordesse (eau forte), Yves Piquet (sérigraphie), Jacques Clauzel (bois gravé), Yves Jeener (burin), Thierry Le Saec (pointes sèches et bois gravé), Joël Leick (peintures), Enan Burgos (peintures). Ed. limitée 49 ex. Ed. de La Canopée, 56440 Kergollaire-Languidic, 2008.
- Terre, illustrations de André-Pierre Arnal, Saint-Clément-de-Rivière : Fata Morgana, 2010, 24 p.
- Pratique de la poésie, rééd.groupée de Pratique de la poésie, Où se vient amarrer le bleu, Echardes de lumière, Chants de la lumière et de l'énigme, Ressac. Montpellier : Fata Morgana, 2011.

### Anthologies
- Andrée Chedid, "Voix multiple" / textes réunis par Gabrielle Althen et Pierre Torreilles. Marseille : "Sud", 1988, 258 p. N° spécial de : "Sud".
- Vagabondages / Michel Butor ; Andrée Chédid ; Charles Dobzynski ; Salah Stétié ; Pierre Torreilles ; 5 gravures de Jacques Clauzel. Gallargues-le-Montueux : À travers, impr. 1997, [9] f. Chaque placard est tiré à 25 ex. Éd. tirée à 10 ex. numérotés de I à X

### Étude
- Guy Lévis Mano / étude de Andrée Chédid et Pierre Torreilles ; choix de poèmes de G. Lévis Mano. Paris : Seghers, 1974, 189-[16] p. (Poètes d'aujourd'hui ; 218). Rééd. Paris : Seghers, 1990, 189-[16] p. (Poètes d'aujourd'hui ; 218)

## Récompenses et distinctions
- Prix Broquette-Gonin de l'Académie française en 1974 pour Le Désert croît.
- Prix international de Nice en 1976 pour Menace innominée.
- Prix Max-Jacob en 1990 pour Parages du séjour.

#### Articles de presse
- « Pierre Torreilles, un libraire lyrique », Livres Hebdo, 4 mars 2005
- Patrick Kéchichian, « Portrait : Pierre Torreilles et le visage des choses », Le Monde, 6 février 1987
- Patrick Kéchichian, « Pierre Torreilles », Le Monde, 8 mars 2005

#### Ouvrages généraux
- Catherine Bernié-Boissard, Michel Boissard et Serge Velay, Petit dictionnaire des écrivains du Gard, Nîmes, Alcide, coll. « Découverte littérature », 2009, 255 p. (ISBN 978-2-917743-07-2, BNF 42071288, présentation en ligne), « Torreilles, Pierre », p. 240-241